# Locul fosilifer cu dinozauri Sânpetru
Situl fosilifer cu dinozauri Sânpetru este o arie protejată de interes național, care corespunde categoriei a IV-a IUCN (rezervație naturală, de tip paleontologic), inclusă în Geoparcul Dinozaurilor „Țara Hațegului”.
Cu o suprafață de 5,0 ha, situată în bazinul Depresiunii Hațeg, pe teritoriul satului Sânpetru comuna Sântămăria-Orlea, paleofauna reptiliană de la Sânpetru este reprezentată de specii de dinozauri, crocodili, broaște țestoase.

## Istoric
În anul 1895 baronul Franz Nopcsa, pe atunci elev al Academiei Tereziene, a efectuat aici primele sale descoperiri paleontologice. Acesta a prezentat descoperirile sale profesorului Eduard Suess de la Viena, care l-a încurajat în direcția studiului geologiei.